# クリス・ジョンソン (内野手)
クリストファー・ドルトン・ジョンソン（Christopher Dalton Johnson , 1984年10月1日 - ）は、 アメリカ合衆国フロリダ州コリアー郡ネイプルズ出身の元プロ野球選手（内野手）。右投右打。現在は、MLBのワシントン・ナショナルズの打撃コーチ補佐を務める。
父は元メジャーリーガー（内野手）でボストン・レッドソックスのコーチも務めたロン・ジョンソン。

## 経歴

### プロ入り前
2003年のMLBドラフト37巡目（全体1104位）でボストン・レッドソックスから指名されたが、契約せずにステッソン大学へ進学した。

### プロ入りとアストロズ時代

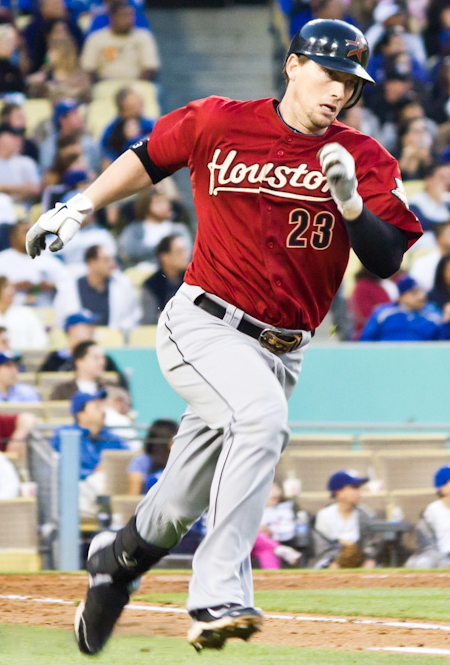
ヒューストン・アストロズでの現役時代
(2011年)

2006年のMLBドラフト4巡目（全体129位）でヒューストン・アストロズから指名され、プロ入り。
2009年9月9日のアトランタ・ブレーブス戦でメジャーデビューを果たした。
2010年は後半戦から三塁手のレギュラーとなり、規定打席未到達ながら打率.308を記録。ただし、BABIP.387とやや運に恵まれた面もあった。

### ダイヤモンドバックス時代
2012年7月29日にマーク・クラウス、ボビー・ボーチェリングとのトレードで、アリゾナ・ダイヤモンドバックスへ移籍した。移籍後最初の試合で満塁本塁打を放ち、球団史上初めて初試合で満塁本塁打という記録を作った。

### ブレーブス時代

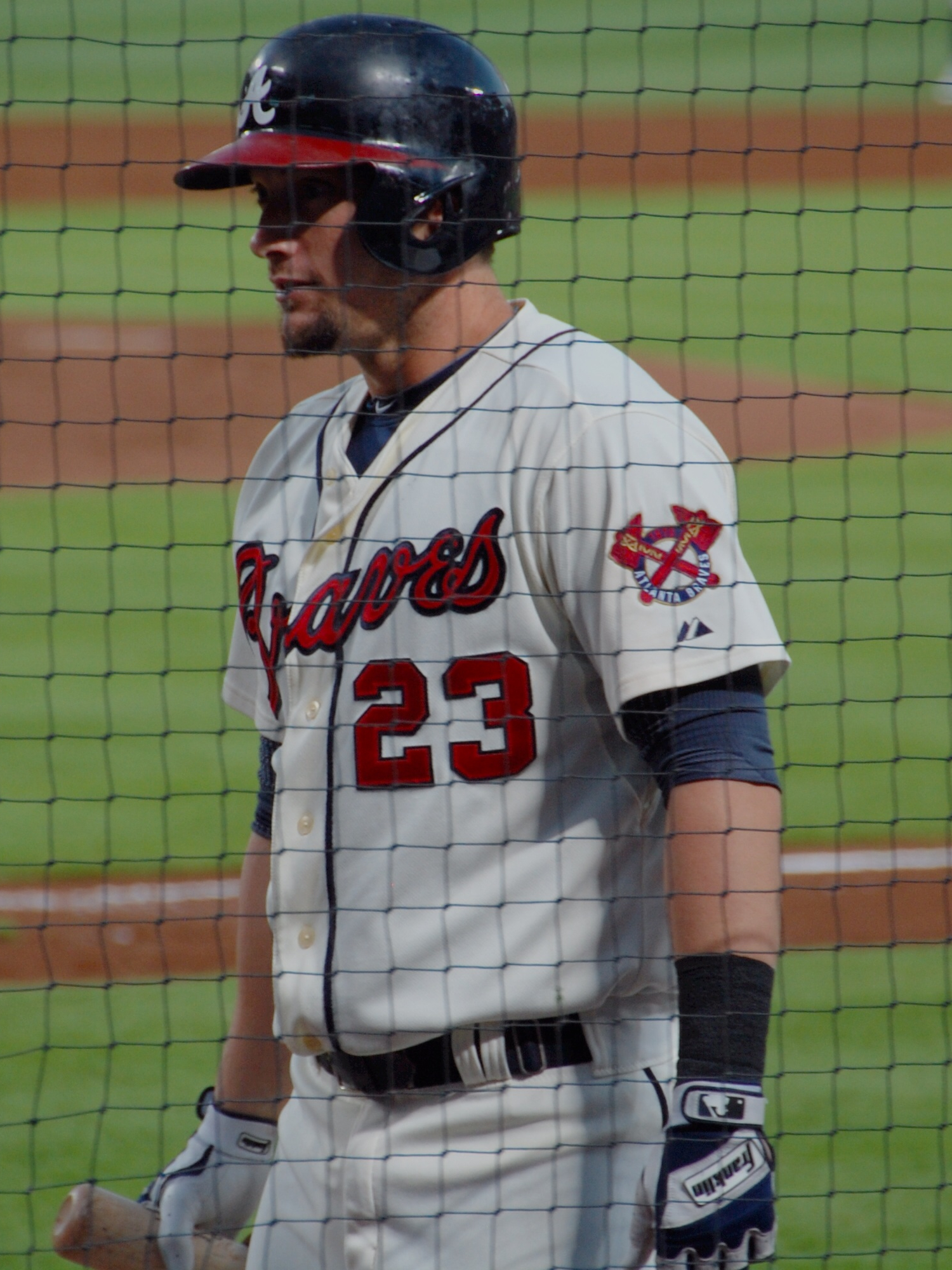
アトランタ・ブレーブスでの現役時代
(2013年9月14日)

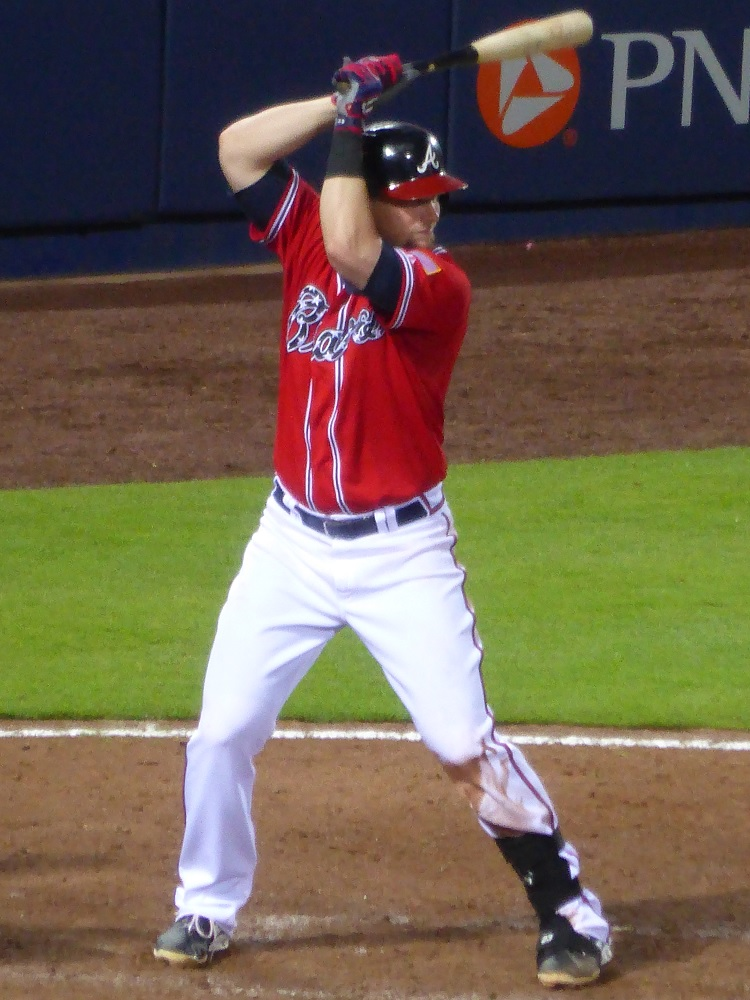
ジョンソンの打撃フォーム
(2014年6月13日)

2013年1月20日にマーティン・プラド、ランドール・デルガド、ニック・アーメド、ジーク・スプライル、ブランドン・ドルーリーとのトレードで、ジャスティン・アップトンと共にブレーブスへ移籍した。ブレーブス加入1年目は打棒好調を維持し、ナショナルリーグ2位となる打率.321を記録した。左投手相手には.383、得点圏でも.336とよく打った。
2014年1月17日にブレーブスと475万ドルの1年契約に合意し、開幕ロースター入りした。5月2日にブレーブスと総額2350万ドルの3年契約（2018年・1000万ドルのオプション付き）に合意した。2012 - 2013年に2年連続で打率.280以上・2シーズン通算27本塁打を放ったが、2014年は自己最多の153試合に出場しながら、打率.263・10本塁打・58打点とやや低調な数字に終わった。他方、走塁面では大幅な進歩を見せ、失敗なしで6つの盗塁を決めた。守備面では失策こそ前年からは半減以下となる6つに抑えたが、DRSは - 13という数値に終わった。
2015年、56試合でプレーしたが不振に陥り、打率.235、2本塁打、11打点という打撃成績だった。守備もイマイチで、三塁手を守った23試合では3失策、守備率.923、DRS - 1、一塁手を守った20試合では1失策、守備率.992、DRS0という成績だった。

### インディアンス時代
2015年8月7日にニック・スウィッシャー、マイケル・ボーンとのトレードで、クリーブランド・インディアンスへ移籍した。インディアンス加入後は打撃がやや復調し、27試合に出場して打率.289、1本塁打、7打点を記録した。ただ、三振は多めで出場試合数とほぼ同等の25個を喫した。守備に就いたのは一塁手で10試合、三塁手で4試合であり、どちらのポジションでも失策なくこなした。オフの12月17日にDFAとなり、21日に自由契約となった。

### マーリンズ時代
2016年1月12日にマイアミ・マーリンズと1年契約を結んだ。この年は内野の両コーナーの控えとして113試合に出場して打率.222、5本塁打、24打点を記録した。オフの11月3日にFAとなった。

### マーリンズ退団後
2017年2月24日、ボルチモア・オリオールズのスプリングトレーニングに招待選手として参加することになった。シーズンではA-級アバディーン・アイアンバーズとAAA級ノーフォーク・タイズでプレーし、2球団合計で69試合に出場して打率.292、11本塁打、37打点、1盗塁を記録した。オフの11月6日にFAとなった。
2019年はどの球団にも所属せず、プレーしなかった。
2019年2月23日にシカゴ・ホワイトソックスとマイナー契約を結んだが、3月20日に自由契約となった。

### 引退後
2021年よりホワイトソックス傘下のAAA級シャーロット・ナイツの打撃コーチに就任した。
2022年11月29日にホワイトソックスの打撃コーチ補佐に就任し、2023年の1シーズン務めた。
2024年シーズンからはワシントン・ナショナルズの打撃コーチ補佐を務める。

## 詳細情報

### 年度別打撃成績
| 年 度    | 球 団    | 試 合 | 打 席 | 打 数 | 得 点 | 安 打 | 二 塁 打 | 三 塁 打 | 本 塁 打 | 塁 打 | 打 点 | 盗 塁 | 盗 塁 死 | 犠 打 | 犠 飛 | 四 球 | 敬 遠 | 死 球 | 三 振 | 併 殺 打 | 打 率 | 出 塁 率 | 長 打 率 | O P S |
| -------- | -------- | ----- | ----- | ----- | ----- | ----- | -------- | -------- | -------- | ----- | ----- | ----- | -------- | ----- | ----- | ----- | ----- | ----- | ----- | -------- | ----- | -------- | -------- | ----- |
| 2009     | HOU      | 11    | 23    | 22    | 1     | 2     | 0        | 0        | 0        | 2     | 1     | 0     | 0        | 0     | 0     | 1     | 0     | 0     | 6     | 0        | .091  | .130     | .091     | .221  |
| 2010     | HOU      | 94    | 362   | 341   | 40    | 105   | 22       | 2        | 11       | 164   | 52    | 3     | 0        | 0     | 4     | 15    | 2     | 2     | 91    | 8        | .308  | .337     | .481     | .818  |
| 2011     | HOU      | 107   | 405   | 378   | 32    | 95    | 21       | 3        | 7        | 143   | 42    | 2     | 2        | 0     | 4     | 16    | 3     | 7     | 97    | 2        | .251  | .291     | .378     | .670  |
| 2012     | HOU      | 92    | 368   | 341   | 36    | 95    | 21       | 3        | 8        | 146   | 41    | 4     | 1        | 0     | 1     | 23    | 1     | 3     | 92    | 12       | .279  | .329     | .428     | .757  |
| 2012     | ARI      | 44    | 160   | 147   | 12    | 42    | 7        | 2        | 7        | 74    | 35    | 1     | 0        | 1     | 3     | 8     | 1     | 1     | 40    | 6        | .286  | .321     | .503     | .824  |
| '12計    | ARI      | 136   | 528   | 488   | 48    | 137   | 28       | 5        | 15       | 220   | 76    | 5     | 1        | 1     | 4     | 31    | 2     | 4     | 132   | 18       | .281  | .326     | .451     | .777  |
| 2013     | ATL      | 142   | 547   | 514   | 54    | 165   | 34       | 0        | 12       | 235   | 68    | 0     | 0        | 0     | 2     | 29    | 5     | 2     | 116   | 20       | .321  | .358     | .457     | .816  |
| 2014     | ATL      | 153   | 611   | 582   | 43    | 153   | 27       | 0        | 10       | 210   | 58    | 6     | 0        | 2     | 2     | 23    | 2     | 2     | 159   | 23       | .263  | .292     | .361     | .653  |
| 2015     | ATL      | 56    | 162   | 153   | 12    | 36    | 7        | 0        | 2        | 49    | 11    | 2     | 1        | 0     | 1     | 7     | 0     | 1     | 49    | 3        | .235  | .272     | .320     | .592  |
| 2015     | CLE      | 27    | 93    | 90    | 6     | 26    | 4        | 0        | 1        | 33    | 7     | 0     | 0        | 0     | 0     | 3     | 0     | 0     | 25    | 2        | .289  | .312     | .367     | .678  |
| '15計    | CLE      | 83    | 255   | 243   | 18    | 62    | 11       | 0        | 3        | 82    | 18    | 2     | 1        | 0     | 1     | 10    | 0     | 1     | 74    | 5        | .255  | .286     | .337     | .624  |
| 2016     | MIA      | 113   | 264   | 243   | 20    | 54    | 11       | 0        | 5        | 80    | 24    | 0     | 0        | 1     | 0     | 19    | 2     | 1     | 78    | 13       | .222  | .281     | .329     | .611  |
| MLB：8年 | MLB：8年 | 839   | 2995  | 2811  | 256   | 773   | 154      | 10       | 63       | 1136  | 339   | 18    | 4        | 4     | 17    | 144   | 16    | 19    | 753   | 89       | .275  | .313     | .404     | .717  |

### 背番号
- 23（2009年 - 2012年途中、2013年 - 2015年途中）
- 28（2012年途中 - 同年終了）
- 30（2015年途中 - 同年終了）
- 12（2016年）
- 38（2023年）